# Amt Langendreer
| Amt in Preußen     | Amt in Preußen              |
| ------------------ | --------------------------- |
| Name               | Langendreer                 |
| Provinz            | Westfalen                   |
| Regierungsbezirk   | Arnsberg                    |
| Landkreis          | Bochum                      |
| Fläche             | 21,2 km²                    |
| Einwohner          | 33.987 (1910)               |
| Bevölkerungsdichte | 1.602 Einw./km² (1910)      |
| Gemeinden          | 5 (1844–1886) 4 (1886–1929) |

Das Amt Langendreer war von 1844 bis 1929 ein Amt im Landkreis Bochum in der preußischen Provinz Westfalen.

## Geschichte
Im Rahmen der Einführung der Landgemeindeordnung für die Provinz Westfalen wurde 1844 im Kreis Bochum aus der Bürgermeisterei Witten das Amt Witten gebildet. Die Bürgermeisterei Witten war in der Franzosenzeit im Kanton Hörde des Großherzogtums Berg eingerichtet worden. Das Amt umfasste anfänglich die Stadt Witten sowie die fünf Landgemeinden  Düren, Langendreer, Somborn, Stockum und Werne.

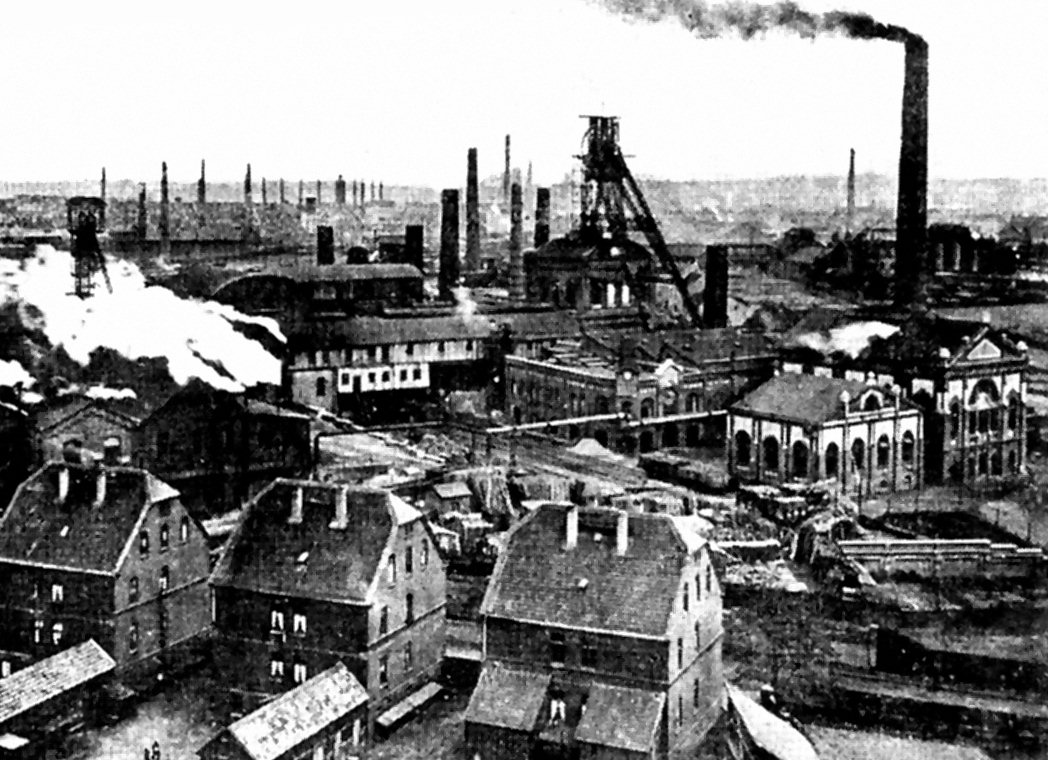
Zeche Vollmond in Langendreer

Aufgrund von Änderungen in der Landgemeindeordnung schied Witten 1851 aus dem Amt Witten aus und wurde eine amtsfreie Stadt. Das verbleibende Amt erhielt den Namen Amt Langendreer.
Die industrielle Entwicklung des Ruhrgebiets hatte unterschiedliche Auswirkungen auf die Gemeinden des Amtes. Während in Werne und Langendreer Kohlezechen das Bild bestimmten, waren die anderen Dörfer landwirtschaftlich geprägt. Vor allem die aufstrebende Stadt Bochum meldete in Bezug auf das Amt Langendreer Begehrlichkeiten an, wobei das Hauptaugenmerk auf die aufsteigenden Gemeinden Langendreer und Werne und ihre Zechen fiel.
Die Gemeinde Werne schied am 1. Oktober 1886 aus dem Amt Langendreer aus und bildete seitdem das  Amt Werne.
Durch das Gesetz über die kommunale Neugliederung des rheinisch-westfälischen Industriegebiets wurden die Ämter Langendreer und Werne am 1. August 1929 aufgelöst.
Langendreer sowie Werne kamen zu Bochum, Düren sowie Stockum kamen zu Witten. Die genannten Gemeinden erhielten in den beiden Städten jeweils den Status eines Stadtteils.  Somborn wurde geteilt. Ein Teil fiel an Bochum, der andere Teil wurde Dortmund zugesprochen.

## Einwohnerentwicklung
| Jahr | Einwohner | Quelle |
| ---- | --------- | ------ |
| 1859 | 3.589     | [ 6 ]  |
| 1871 | 9.222     | [ 7 ]  |
| 1885 | 18.901    | [ 8 ]  |
|      |           |        |
| 1895 | 19.668    | [ 9 ]  |
| 1910 | 33.987    | [ 10 ] |

Das Amt wurde 1886 durch das Ausscheiden von Werne verkleinert.

## Kuriosität
Als im Jahre 1857 der Stockumer Gutsbesitzer Schulze-Vellinghausen Amtmann wurde, war es ihm zu mühsam, jeden Tag die rund vier Kilometer bis zum Amtshaus nach Langendreer zurücklegen zu müssen. Kurzerhand verlagerte er den Amtssitz auf den Stockumer Gerdeshof. Erst im Jahr 1900 zog das Amt wieder nach Langendreer zurück.